# نوبوهیکو هاسگاوا
نوبوهیکو هاسگاوا (انگلیسی: Nobuhiko Hasegawa; ۵ مارس ۱۹۴۷ – ۷ نوامبر ۲۰۰۵) بازیکن تنیس روی میز اهل ژاپن بود.
وی در مسابقات کشوری و بین‌المللی در مجموع برندهٔ ۷ مدال طلا، ۵ مدال نقره، ۳ مدال برنز شده‌است.